# Kilchberg (Zúrich)
Kilchberg es una comuna suiza del cantón de Zúrich, ubicada en el distrito de Horgen. Limita al norte con la ciudad de Zúrich, al este con las comunas de Küsnacht y Zollikon, al sur con Rüschlikon y al oeste con Adliswil.

## Economía
Es la sede de la compañía chocolatera Lindt & Sprüngli.

## Transportes
Ferrocarril
Cuenta con una estación ferroviaria en la que efectúan parada trenes de cercanías de cinco líneas de la red S-Bahn Zúrich.

## Ciudades hermanadas
- Kilchberg (Tübingen).